# Hainvillers
Hainvillers település Franciaországban, Oise megyében. Lakosainak száma 87 fő (2022. január 1.). Hainvillers Boulogne-la-Grasse, Mortemer, Orvillers-Sorel és Rollot községekkel határos.

## Népesség
A település népességének változása:
| Lakosok száma | 87   | 80   | 78   | 80   | 82   | 85   | 85   | 85   | 87   |
|               | 2013 | 2015 | 2016 | 2017 | 2018 | 2019 | 2020 | 2021 | 2022 |